# Merry Happy Whatever
Merry Happy Whatever (Feliz lo que quieras en Hispanoamérica y Feliz Navidad y esas cosas en España) es una serie original de Netflix de comedia navideña que se estrenó el 28 de noviembre de 2019. Protagonizada por Dennis Quaid, Bridgit Mendler, Brent Morin y Ashley Tisdale, la primera temporada de la serie contó de ocho episodios. En abril de 2020, La serie se canceló después de una temporada.

## Sinopsis
La primera temporada de la serie se desarrolla durante los últimos días de diciembre, coincidiendo con las fiestas navideñas. Emmy Quinn (Bridgit Mendler) vuelve a casa a pasar la Navidad acompañada, por primera vez, por su pareja Matt (Brent Morin). Don Quinn (Dennis Quaid) tiene que lidiar con el estrés de ser el anfitrión de toda la familia durante las fiestas y además, del nuevo novio de su hija pequeña.

## Elenco

### Principales
- Dennis Quaid como Don Quinn.
- Bridgit Mendler como Emmy Quinn.
- Brent Morin como Matt.
- Ashley Tisdale como Kayla Quinn.
- Hayes MacArthur como Sean Quinn.
- Adam Rose as Todd.
- Siobhan Murphy como Patsy Quinn.
- Elizabeth Ho como Joy Quinn.

### Secundarios
- Garcelle Beauvais como Nancy.
- Tyler Ritter como Alan.
- Chris Myers como Bryan.
- Mason Davis como Sean Quinn Jr.
- Lucas Jaye como Donny Quinn.

## Episodios
| N.º | Título original                                 | Título en español                       | Dirigido por            | Escrito por           | Fecha de lanzamiento    |
| --- | ----------------------------------------------- | --------------------------------------- | ----------------------- | --------------------- | ----------------------- |
| 1   | Welcome, Matt                                   | Bienvenido, Matt                        | Pamela Fryman           | Tucker Cawley         | 28 de noviembre de 2019 |
| 2   | Harmony                                         | Armonía                                 | Pamela Fryman           | David Holden          | 28 de noviembre de 2019 |
| 3   | Interference                                    | Interferencias                          | Gloria Calderón Kellett | Gracie Glassmeyer     | 28 de noviembre de 2019 |
| 4   | Happy Mall-idays                                | Felices compras                         | Pamela Fryman           | Ali Schouten          | 28 de noviembre de 2019 |
| 5   | Twas the Night Before the 4th Night of Hanukkah | La víspera de la cuarta noche de Janucá | Phill Lewis             | Ajay Sahgal           | 28 de noviembre de 2019 |
| 6   | Merry Ex-Mas                                    | Feliz Navidex                           | Betsy Thomas            | Richard Brandon Manus | 28 de noviembre de 2019 |
| 7   | Christmas Break                                 | Descanso Navideño                       | Phill Lewis             | Talia Bernstein       | 28 de noviembre de 2019 |
| 8   | Ring In The New Year                            | Feliz anillo nuevo                      | Pamela Fryman           | Tucker Cawley         | 28 de noviembre de 2019 |

## Producción
En febrero de 2019 saltó la noticia de que Netflix había encargado una serie de ocho episodios con temática navideña a las productoras Kapital Entertainment y TrillTV. Tucker Cawley y Aaron Kaplan, junto a Dennis Quaid y Pamela Fryman fueron los productores ejecutivos.
La serie está concebida como una posible serie de antología.
La filmación comenzó el 21 de mayo de 2019 y finalizó el 24 de julio de 2019.